# Chiesa dei Santi Bartolomeo e Silvestro
La Chiesa dei Santi Bartolomeo e Silvestro si trova nella frazione de La Costa a Uzzano, in provincia di Pistoia.

## Storia
La chiesa è citata nel catalogo delle chiese lucchesi del 1260 come filiale della pieve di Pescia. Nei pressi, sorgeva uno spedale per l'accoglienza ai pellegrini dedicato a Santa Maria Maddalena. Passata alle dipendenze della chiesa di Uzzano, nel 1561 diviene parrocchia. Nel XVII secolo ne fu rialzata la navata e l'interno completamente ristrutturato secondo il gusto barocco. La chiesa è stata sede di parrocchia fino al 1986, quando è stata soppressa e accorpata a Uzzano.

## Descrizione
Dell'originaria struttura romanica rimane il paramento lapideo esterno a conci, con l'occhio centrale e gli archetti pensili. Al culmine della facciata originaria, un bassorilievo antropomorfo. Sopra il portale, una lunetta otturata, nella quale si vedono i resti di una pittura. Sul fianco meridionale, il piedistallo che conteneva la croce con i segni della Passione, oggi sistemata all'interno. A destra dell'ingresso, un insolito fonte battesimale risalente all'inizio del XX secolo in terracotta e maiolica. Sulla parete destra, un affresco raffigurante la Vergine col Bambino e santi (XV secolo). Sulla parte sinistra, un affresco settecentesco raffigurante un santo francescano. Ai lati dell'altare maggiore, due statue in legno policromo raffiguranti San Silvestro e San Bartolomeo (XV secolo). Sull'altare laterale sinistro, una statua ottocentesca, in cartapesta dipinta, detta la Divina Pastora. Molto belle le due acquasantiere in marmo - una a muro e l'altra a pila - scolpite con teste di cherubini la prima e a eleganti baccellature la seconda, datata 1600. Sull'altare maggiore, la tavola raffigurante la Vergine Maria in trono e santi di ignoto fiorentino del '500. Lungo il perimetro dell'edificio, la tela S. Michele arcangelo che uccide il demonio (1601) e la Natività della Vergine Maria di Ippolito Brunetti e la Madonna del SS. Rosario con San Domenico e Santa Caterina da Siena (XVIII sec.) di Giacomo Tais.